# Toni Turek
Anton "Toni" Turek, född 18 januari 1919 i Duisburg, död 11 maj 1984, var en tysk fotbollsmålvakt som blev världsmästare med Tyskland i VM 1954.

## Meriter
- VM i fotboll: 1954
  - VM-guld 1954

## Klubbar
- Eintracht Frankfurt
- Fortuna Düsseldorf
- Borussia Mönchengladbach